# Северный Хартум
Се́верный Харту́м (араб. الخرطوم بحري‎, Эль-Харту́м-Бахри́, англ. North Khartoum) — город в Судане, на правом берегу реки Голубой Нил, у слияния его с Белым Нилом. 936 349 жителей (по данным на 2012 год). Вместе с городами Хартум и Омдурман образует так называемый «тройной город» (агломерацию).

## География и климат

### География
Северный Хартум расположен возле Хартума, у слияния Белого и Голубого Нила, на правом (восточном) берегу Голубого Нила (а потом просто Нила), в центральном Судане. Город связан мостами с Хартумом и Омдурманом. Высота над уровнем моря — 390 м.

### Климат
Климат тропический, средняя температура января: 23 °C, июля: 34 °C, норма осадков: 160 мм в год.

## История
До 1903 года назывался Xальфайя. Развивался как северный пригород Хартума, с которым связан мостом и трамвайной линией.
После взрывов бомб в американских посольствах в 1998 году США, возложив вину за них на мусульманскую экстремистскую организацию «Аль-Каида», 20 августа ответили ударами крылатых ракет по лагерям «Аль-Каиды» в Афганистане и по фармацевтической фабрике «Аль-Шифа» в Северном Хартуме. Фабрика Аль-Шифа была разрушена США по нескольким причинам, включая предполагаемые связи между владельцами завода и Аль-Каидой.

## Население
Данные о населении разнятся (и очень сильно). Кроме данных представленных ниже, в разных источниках существуют данные о населении: 1973 год — 161 000 (БСЭ), 2006 год — 1,6 млн. (Энциклопедия Страны и города), 2007 год, оценка — 1 725 570, без определённой даты — 920 600 (Геополитикс.ру).
| Год      | Население                |
| -------- | ------------------------ |
| 1956 год | 39 100 человек           |
| 1973 год | 150 989 человек          |
| 1983 год | 341 155 человек          |
| 1993 год | 700 887 человек          |
| 2008 год | 889 000 человек          |
| 2010 год | 904 170 человек (оценка) |

## Экономика
Северный Хартум — главный промышленный центр страны, промышленная столица. Здесь находятся основные предприятия (в том числе железнодорожные мастерские, верфь речных судов, предприятия легкой, пищевой, обрабатывающей и металлообрабатывающей, фармацевтической и текстильной промышленности). Северный Хартум — центр торговли хлопком, зерном, фруктами, и домашним скотом; отрасли промышленности включают дубление, пивоварение и первичную переработку сельскохозяйственной продукции.
Богатый пригород быстро растет к востоку от города, вдоль Голубого Нила.

## Транспорт
Северный Хартум — транспортный аванпост столицы. Железнодорожная станция.